# Ibraim ibne Ualide
Ibraim ibne Ualide/Alvelide (em árabe: ابراهيم ابن الوليد بن عبد الملك, lit. 'Ibrahim ibn Al-Ualid') foi o califa omíada durante um breve período em 744. Ele abdicou e fugiu por temer as ações de seus adversários políticas. A brevidade de seu reinado e a sua completa falta de aceitação levou o historiador Atabari a afirmar que ele não foi de fato um califa. Porém, o próprio Atabari relata que Ibraim, como califa, de fato confirmou Abedalá ibne Omar como governador do Iraque.
Ibraim foi nomeado como sucessor aparente por seu irmão, Iázide III. Maruane II foi um adversário de Iázide que, após certa oposição, jurou-lhe lealdade apenas para mudar novamente de ideia após a morte prematura do califa. Ambicioso, ele conseguiu o trono após prometer que cuidaria para que Ibraim não fosse molestado se abdicasse, o que acabou acontecendo. Ibraim viajou com Maruane para a residência que fora do antigo califa Hixame em Resafa, na Síria.